# Икауниекс, Алберт Эдуардович
А́лберт(с) Эдуа́рдович И́кауниекс (латыш. Alberts Ikaunieks, в советских документах также Икауниек, Икаунек; род. 1928) — советский рабочий и общественный деятель, фрезеровщик Рижского вагоностроительного завода Министерства тяжёлого, энергетического и транспортного машиностроения СССР, Латвийская ССР. Герой Социалистического Труда.

## Биография
Родился в 1928 году в Латвии. Латыш. Образование — незаконченное среднее.
В 1950—1953 годах служил в Советской Армии. С 1953 года — ученик фрезеровщика, затем фрезеровщик-инструментальщик Рижского вагоностроительного завода.
За высокие трудовые достижения по итогам семилетнего плана (1959—1965) был награждён орденом Ленина.
В 1968 году вступил в КПСС.
Указом Президиума Верховного Совета СССР от 5 апреля 1971 года присвоено звание Героя Социалистического Труда с вручением ордена Ленина и золотой медали «Серп и Молот».
Избирался депутатом Верховного Совета Латвийской ССР с 7-го по 10-й созыв (1967—1985), член Президиума Верховного Совета Латвийской ССР (1975—1985).
Член ЦК профсоюза рабочих тяжёлого машиностроения СССР.
Заслуженный наставник работающей молодёжи Латвийской ССР.
С 1981 по март 1985 г. член Бюро ЦК Компартии Латвии. Не был переизбран в Бюро, а позднее — и в Верховный Совет, в связи с обозначившимися на заводе проблемами.
В июне 1985 г. по его избирательном округу депутатом Верховного Совета Латвийской ССР избран Янис Вагрис — будущий 1-й секретарь ЦК КПЛ.
Жил в Риге. Умер в 1992 году. Похорронен в Риге на 1 Лесном кладбище.